# 西川剛史
西川 剛史（にしかわ たかし、1983年〈昭和58年〉3月4日 - ）は、日本の冷凍の専門家。「冷凍王子」「冷凍生活アドバイザー」といった肩書きで、冷凍食品やホームフリージングなどについてテレビ出演や執筆、講演している。

## 略歴
大阪府豊中市出身。高校生の頃、家庭での食事に利用されていたことから、冷凍食品を利用すれば簡単においしい料理を食べられると冷凍食品に関心を持つ。手間がかからず食事のクオリティーを高めることができる点に魅力を感じ、これからのニーズにも合っていると考えたことから、冷凍食品の開発を目指すようになる。大阪府立箕面高等学校卒業、近畿大学農学部食品栄養学科に入学。大学卒業後は大阪市立大学大学院生活科学研究科修士課程を修了。冷凍食品メーカーであるマルハニチロに就職し、グループ会社に出向して冷凍食品工場での勤務や本社での生産管理の仕事を経験。その後、シュガーレディグループに転職し、冷凍食品の商品開発に従事。 2015年（平成27年）自身の会社「ベフロティ」を立ち上げ、代表取締役社長に就任。

## 人物
冷凍食品の商品化を目指す事業者向けのコンサルティング事業に加え、一般向けに冷凍学の知識や冷凍食品の活用方法等を伝える活動等を行っている。
コンサルティングでは、調理食品を冷凍し、製造・販売を行おうとする飲食事業者や、農畜産品を冷凍することで販路を拡げようとする生産農家など、様々な業種から相談を受け付けている。提供しようとする商品に見合った食材の処理方法や急速冷凍（※）のための技術・ノウハウに関し、凍結機の選定も含めてアドバイスを行う。 （※）食材内の水分が凍る温度帯（マイナス5℃からマイナス1℃）を30分以内に通過する凍結方法。食材の細胞破壊を防ぐことで、栄養価や風味を損なわずに冷凍保存ができる。
食品メーカーだけではなく、子供向けの食事宅配サービス「homeal」など、まったく異なる業界からの参入に関する監修も行う。
一般向けの普及活動では、意識の高い消費者層や関連業種の社員等を対象に「冷凍生活アドバイザー」の養成講座を開講し、食材の栄養や保存等冷凍に関する理論を体系的に教授。これまでに260人程が受講を修了しており、その修了生を集めて、自作の家庭料理の冷凍レシピをプレゼンしてもらうコンテストを開催。この他にも、冷凍の魅力をより多くの人に伝えたいと思い、冷凍に関する第一人者としてテレビやラジオ番組にも出演。冷凍王子として「マツコの知らない世界」「ごごナマ」「王様のブランチ」「ヒルナンデス!」「ノンストップ!」に登場した。
冷凍食品開発コンサルタントとして、地方の優れた食材を使った冷凍食品の開発など、冷凍を切り口にした活動や事業を行うほか、冷凍以外にも野菜ソムリエプロ、調理師免許、フードスペシャリストの資格を取得している。

## 著書
- 『ぐぐっと時短&もっと絶品! 決定版 感動の冷凍術』（宝島社、2020年）
- 『もっとおいしく！　攻めのフリージング術] (ＮＨＫまる得マガジン)』（NHK出版、2018年）
- 『もっとおいしくなる超・冷凍術』（洋泉社、2016年）

### 制作協力
2021年
- 「素敵なあの人特別編集 老けない人の常備菜」 (宝島社、2021年2月16日発売)
- 「レタスクラブ」（KADOKAWA、2021年2月号）

2020年
- 「ダイヤモンド・チェーンストア」（ダイヤモンド・リテイルメディア社、2020年9月15日号別冊）
- 「ハルメク」（ハルメク社、2020年9月号）
- 「大人のおしゃれ手帖」（宝島社、2020年9月号）
- steady.(ステディ.)（宝島社、2020年9月号）
- 日本生命配布 小冊子「みらいら」（2020年8月号）
- 「週刊女性」（主婦と生活社、2020年7月21日号）
- 「読売新聞」（読売新聞社、2020年6月29日月曜発行朝刊）
- 「婦人之友」（婦人之友社、2020年7月号）
- 「alicエーリック」（独立行政法人農畜産業振興機構、2020年3月号（第48号）
- 「ハルメク」（ハルメク社、2020年4月号）
- 「Mart」（光文社、2020年2月号）

2019年
- 「ママタスのベストアイデア」（宝島社、2019年12月23日発売）
- 「成城石井のベストアイテム」（宝島社、2019年10月1日発売）
- 「からだにいいこと」（祥伝社、2019年7月号）
- 「日本農業新聞」（日本農業新聞社、2019年4月17日発売）
- 「家電批評」（晋遊舎、2019年5月号）
- 「テストするモノ批評誌MONOQLO」（晋遊舎、2019年4月号）

2018年
- 電波新聞（電波新聞社、2018年12月12日発行）
- 「MonoMax特別編集プロと専門家が愛用するマイベストアイテム」（宝島社、2018年11月22日発売）
- 生活実用誌「CHANTOちゃんと」（主婦と生活社、2018年9月号）
- 冷凍保存最強バイブル〜かんたん！おいしい！経済的！冷凍術の正解154〜（晋遊舎、2018年6月18日発売）
- [便利帖シリーズ015］お肉の便利帖（晋遊舎、2018年7月1日発売）
- 「からだにいいこと」（祥伝社、2018年7月号）
- 「テストする女性誌 LDK」（晋遊舎、2018年6月号）
- コストコ大百科（晋遊舎、2018年3月27日発売）
- [便利帖シリーズ014］カレーの便利帖（晋遊舎、2018年5月1日発売）
- 「大人のおしゃれ手帖」（宝島社、2018年3月号）

2017年
- 東京リビング（サンケイリビング新聞社、2017年12月9日号）
- 「日経WOMAN」（日経BP、2017年8月号）
- 『日本野菜ソムリエ協会公式 体を整える野菜事典』（宝島社、2017年6月20日発売）
- [便利帖シリーズ005］冷凍保存の便利帖〜世界が変わる!〜（晋遊舎、2017年6月16日発売）
- 「長期保存OK！毎日使える！冷凍保存レシピ」（枻出版社、著者：川上文代）
- [便利帖シリーズ002］コストコの便利帖（晋遊舎、2017年5月22日発売）
- ESSEエッセ」（扶桑社、2017年5月号）
- 「月刊BIGtomorrow」（月刊ビッグトゥモロウ）（青春出版社、2017年3月号）

2016年以前
- 「オレンジページ」（オレンジページ、2016年8月17日号）
- 「Kiite!」（きいて！）（産業経済新聞社、2016年8・9月号）
- 生活実用誌「CHANTOちゃんと」（主婦と生活社、2016年8月号）
- 「テストする女性誌 LDK」（晋遊舎、2016年8月号）
- 「テストする女性誌 LDK」（晋遊舎、2016年5月号）
- 「テストする女性誌 LDK」（晋遊舎、2015年6月号）

### WEB連載
- 「冷凍王子 西川剛史の冷凍術レシピ」（マルコメ）
- 「Nadia」冷凍王子 西川剛史のレシピ（2016年12月17日）
- 「冷凍食品エフエフプレス」冷凍生活アドバイザー　西川剛史のオススメ（2015年11月12日）

## 主なTV出演
2021年
- 「NHKニュースおはよう日本」（NHK総合テレビジョン、2021年2月22日・3月1日）
- 「中居正広のニュースな会」（テレビ朝日、2021年2月6日）
- 「スッキリ」（日本テレビ、2021年2月3日）
- 夕方情報番組「Live News it!」（フジテレビジョン、2021年1月27日）
- 「あさチャン！」（TBSテレビ、2021年1月20日）

2020年
- 「中居正広のニュースな会」（テレビ朝日、2020年12月26日）
- 「KinKi Kidsのブンブブーン」（フジテレビジョン、2020年12月5日）
- 2020いい肉の日スペシャル「激アツ★肉番長」（BSテレビ東京、2020年11月29日）
- 「王様のブランチ」セブンイレブン コレがウマい2020冬（TBSテレビ、2020年11月28日）
- 「スッキリ」冷凍ならではの「食べ方マイルール」（日本テレビ、2020年10月9日）
- 「KinKi Kidsのブンブブーン」（フジテレビジョン、2020年9月12日）
- 「マツコ&有吉かりそめ天国」本当においしい冷凍ピザ10選（テレビ朝日、2020年8月22日）
- 「ノンストップ！」（フジテレビジョン、2020年8月10日）
- 「スッキリ」（日本テレビ、2020年8月6日）
- 「王様のブランチ」ナチュラルローソン冷凍食品（TBSテレビ、2020年8月1日）
- 「ごごナマ」アンコール放送　冷凍庫フル活用！“フリージング”大作戦（NHK総合テレビジョン、2020年7月28日）
- 「バゲット」（日本テレビ、2020年7月27日）
- 「土曜はナニする！？」10分ティーチャー（フジテレビジョン、2020年7月25日）
- 「まる得マガジン」攻めのフリージング術（NHK教育テレビジョン、2020年6月29日）
- 「ZIP!」感動の冷凍術（日本テレビ、2020年6月26日）
- 「ワールドビジネスサテライト」白熱！ランキング　冷凍活用レシピランキング（テレビ東京、2020年6月17日）
- 「王様のブランチ」セブンイレブン激ウマ冷凍食品（TBSテレビ、2020年5月30日）
- 「さらさらサラダ」（NHK総合テレビジョン、2020年5月20日）
- 「Nスタ」（TBSテレビ、2020年5月19日）
- 「スーパーＪチャンネル」（テレビ朝日、2020年5月18日）
- 「土曜はナニする！？」（フジテレビジョン、2020年5月16日）
- 「とくダネ！」（フジテレビジョン、2020年5月15日）
- 「バゲット」（日本テレビ、2020年5月13日）
- 「ヒルナンデス!」冷凍レシピ（日本テレビ、2020年5月12日）
- 「王様のブランチ」マニアだらけのリモート会議（TBSテレビ、2020年5月9日）
- 「王様のブランチ」ランキンリサーチ楽ちん冷凍食品グルメ（TBSテレビ、2020年4月25日）
- 「ZIP!」お取り寄せグルメ冷凍食品（日本テレビ、2020年4月20日）
- 「王様のブランチ」ローソン激うま冷凍食品（TBSテレビ、2020年4月11日）
- 「中居正広のニュースな会」最新冷凍食品（テレビ朝日、2020年1月18日）

2019年
- 「めざましテレビ」スゴ撮（フジテレビジョン、2019年12月9日）

- 「教えてもらう前と後」冷凍庫・冷蔵庫の正しい使い方（MBSテレビ、2019年10月29日）

- 「くりぃむしちゅーのハナタカ!優越館」（テレビ朝日、2019年10月17日）

- 「家事ヤロウ!!!」キングオブタマゴ2019（テレビ朝日、2019年10月17日）

- 「バゲット」（日本テレビ、2019年10月16日）

- 「クイズ!オンリー1」（TBSテレビ、2019年10月15日）

- 「ZIP!」ごはんの美味しい冷凍方法（日本テレビ、2019年10月2日）
- 「教えてもらう前と後」秋の味覚ぶどうとりんごの冷凍術（MBSテレビ、2019年10月1日）
- 「教えてもらう前と後」凍らせにんにくの醤油漬け（MBSテレビ、2019年9月3日）

- 「あさチャン！」冷凍パン（TBSテレビ、2019年8月26日）

- 「めざましテレビ」ココ調（フジテレビジョン、2019年8月21日）
- 「ZIP!」下味解凍（日本テレビ、2019年8月6日）

- 「教えてもらう前と後」冷凍術（MBSテレビ、2019年7月23日）

- 「Japanology Plus」（NHK WORLD、2019年6月25日）

- 夕方情報番組「Live News it!」（フジテレビジョン、2019年6月21日）

- 「たけしのニッポンのミカタ!」冷凍食品最前線 番組監修（テレビ東京、2019年6月14日）

- 「よじごじDays」（テレビ東京、2019年6月3日）
- 「家事ヤロウ!!!」冷凍化石食材（テレビ朝日、2019年4月11日）

- 「家事ヤロウ!!!」冷凍きのこ（テレビ朝日、2019年3月19日）

2018年
- 「ごごナマ」マジカル下味冷凍（NHK総合テレビジョン、2018年11月13日）

- 「新説!所JAPAN」冷凍チャーハン（フジテレビジョン、2018年11月5日）
- 「あさチャン！」冷凍野菜（TBSテレビ、2018年10月9日）

- 「ごごナマ」冷凍庫フル活用！“フリージング”大作戦（NHK総合テレビジョン、2018年8月28日）

- 「まる得マガジン」攻めのフリージング術（NHK教育テレビジョン、2018年6月25日）
- 「よじごじDays」（テレビ東京、2018年6月11日）

- 「ヒルナンデス!」冷凍レシピ（日本テレビ、2018年2月7日）
- 「モーニングサテライト」（テレビ東京、2018年1月9日）

2017年
- 「ミヤネ屋」冷凍食品特集（読売テレビ、2017年11月16日）

- 「ノンストップ!」冷凍食品第3弾、コレ知らないNO!（フジテレビジョン、2017年9月19日）

- 「王様のブランチ」冷凍食品秋の新商品ランキンリサーチ！（TBSテレビ、2017年9月2日）

- 「王様のブランチ」冷凍食品ランキンリサーチベスト10（TBSテレビ、2017年5月13日）

- 「ゆうがたサテライト」（テレビ東京、2017年4月1日）

- 「ニューニューニュー」冷凍食品番組監修（日本テレビ、2017年2月18日）

2016年以前
- 「みんなのニュース」（フジテレビジョン、2016年11月19日）

- 「白熱ライブビビット」（TBSテレビ、2016年10月17日）

- 「L4you！」（テレビ東京、2016年9月21日）

- 「ズームイン！！サタデー」（日本テレビ、2016年8月23日）

- 「モーニングチャージ！」（テレビ東京、2016年7月21日）

- 「バイキング」冷凍食品セレクトショップ（フジテレビジョン、2016年1月22日）

- 「Nスタ」（TBSテレビ、2015年10月18日）

- 「世界が驚いたニッポン! スゴ～イデスネ!!視察団」（テレビ朝日、2015年9月12日）

- 「ソレダメ！〜あなたの常識は非常識！？〜」冷凍術（テレビ東京、2015年9月9日）

- 「ソレダメ！〜あなたの常識は非常識！？〜」冷凍食品コーナー（テレビ東京、2015年3月22日）

- 「はなまるマーケット」冷凍テクニック（レモン）（TBSテレビ、2013年6月23日）

- 「マツコの知らない世界」冷凍食品（TBSテレビ、2012年10月5日）

- 「業界トップニュース」（テレビ朝日、2012年4月15日）